# Премия имени Христо Данова
Национальная премия имени Христо Данова (болг. Националната награда „Христо Г. Данов“) — болгарская ежегодная литературная премия за вклад в болгарскую литературу.
Носит имя Христо Данова (1828—1911), болгарского просветителя, основоположника современного книгоиздания в Болгарии. Учреждена в 1999 году Министерством культуры Болгарии, Национальным центром книги и Пловдивским муниципалитетом.
Лауреатам премии вручается небольшой статуэтка, диплом и денежная сумма (в 2007 году составляла 2500 болгарских левов).
Присуждается 24 мая. Церемония награждения проводится в г. Пловдиве в мемориальном музее Х. Данова.
Премия присуждается в 9 категориях:
1. Болгарская книга (вручается издателю или автору болгарской литературы);
2. Переводная книга (вручается издателю или переводчику зарубежной литературы);
3. Гуманитарные науки (вручается издателю или автору / переводчику);
4. Художественная книга (вручается издателю или автору);
5. Журнал для детей (вручается издателю, автору, переводчику или художнику детской литературы);
6. За распространение и тиражирование книг;
7. За презентацию болгарской книги (вручается автору или СМИ);
8. Библиотеки и библиотечное дело (вручается библиотекам или библиотекарям);
9. За электронные издания и новые технологии (вручается организациям или физическим лицам).

Первые три категории участвуют в конкурсе только с новыми изданиями и переводами. Лауреатов во всех категориях определяет жюри (председатель и восемь членов) на конкурсной основе.
В разные годы лауреатами премии становились:
- Димитрова, Блага
- Ралин, Радой
- Мутафчиева, Вера
- Петров, Валери
- Шинов, Чавдар
- Русков, Милен
- Петров, Ивайло
- Павлов, Константин (поэт)
- Шурбанов, Александр
- Левчев, Любомир
- Апостолова, Божана
- Илиев, Любомир
- Цанев, Стефан
- Теофилов, Иван
- Дончев, Антон
- Захариева, Надежда